# Achatina vignoniana
Achatina vignoniana é uma espécie de gastrópode  da família Achatinidae.
É endémica do Gabão.